# Caroline Corr

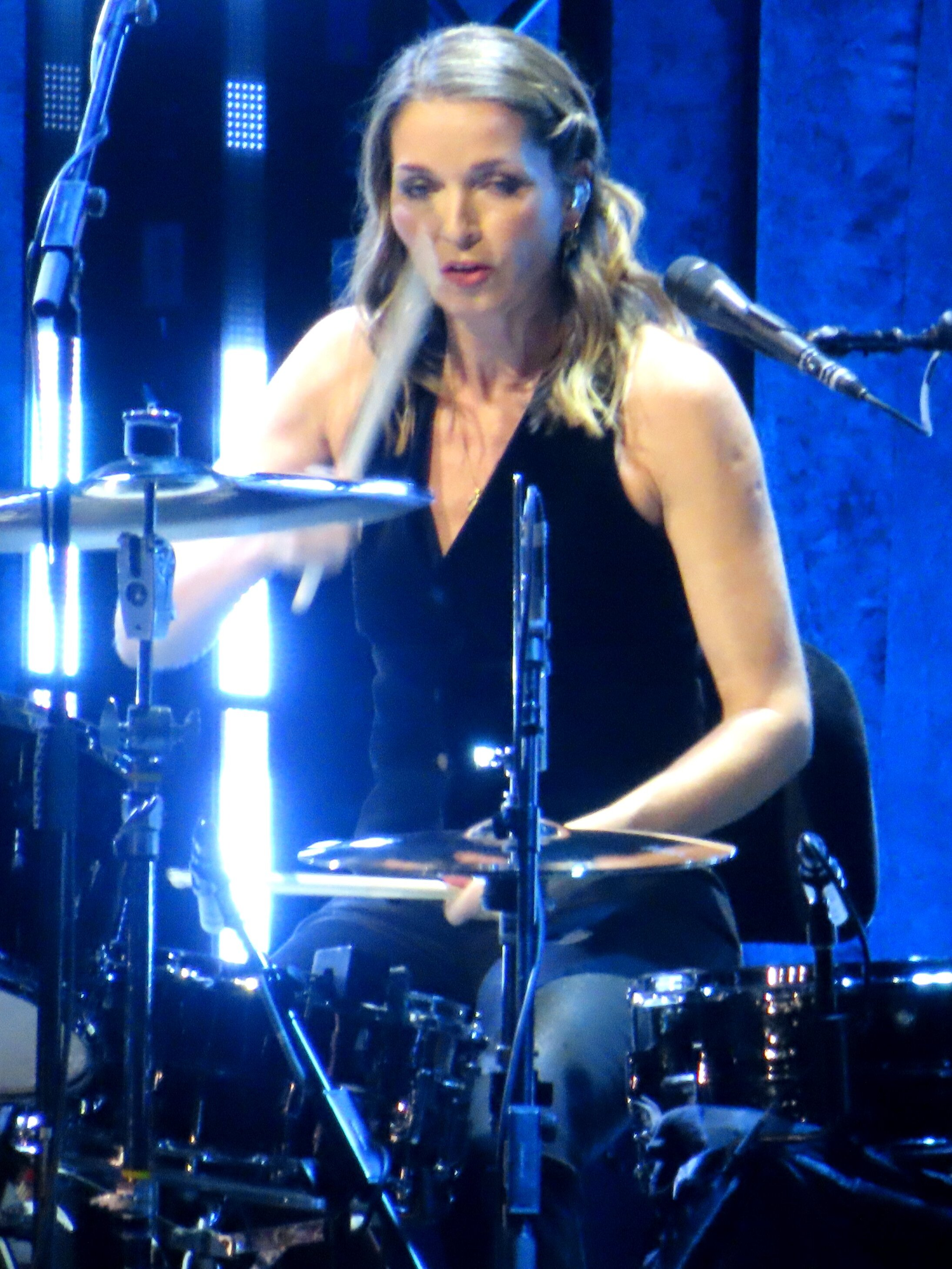
Caroline Corr (2024)

Caroline Georgina Corr MBE (* 17. März 1973 in Dundalk, Irland) ist die Schlagzeugerin und eine Sängerin der irischen Musikgruppe The Corrs, die aus ihr und den Geschwistern Andrea, Sharon und Jim besteht. neben dem Schlagzeug spielt sie auch Bodhrán, Cajón und Klavier.

## Leben
Caroline Corr ging wie ihre Schwestern auf dem Dun Lughaidh Convent zur Schule. Sie ist neben der Musik auch als Schauspielerin tätig. 
Im Jahr 2005 wurde sie gemeinsam mit ihren Geschwistern von Elisabeth II. mit dem MBE ausgezeichnet.
Corr heiratete am 22. August 2002 den Immobilienentwickler Frank Woods auf der spanischen Insel Mallorca. Aus der Beziehung gingen 2003 ein Sohn, 2004 eine Tochter und 2006 eine weitere Tochter hervor. 2020 trennten sich Caroline Corr und Frank Woods.
2020 engagierte sich Caroline Corr in der Initiative irischer Sängerinnen und Musikerinnen „Irish Women in Harmony“. Der Song Dreams der Gruppe The Cranberries wurde gemeinsam aufgenommen und die Verkaufserlöse SafeIreland gespendet, die sich insbesondere der Bekämpfung häuslicher Gewalt in Irland verschrieben hat.

## Auszeichnungen
Im April 2002 erhielt sie den Rory Gallagher Musician Award in Belfast.

## Diskografie
siehe: The Corrs/Diskografie